# Gare de Tōkawa
La gare de Tōkawa (十川駅, Tōkawa-eki) est une gare ferroviaire localisée dans le bourg de Shimanto, dans la préfecture de Kōchi au Japon. La gare est exploitée par la JR Shikoku, sur la ligne Yodo.

## Situation ferroviaire
Établie à 108 mètres d'altitude, la gare de Tōkawa est située au point kilométrique (PK) 31.0 de la ligne Yodo.

## Histoire
- 1er mars 1974 : Ouverture de la gare par la Japanese National Railways
- 1er avril 1987 : La Japanese National Railways est découpée en plusieurs sociétés, la JR Shikoku reprend l'organisation de cette gare

## Service des voyageurs

### Ligne ferroviaire
- JR Shikoku :
  - Ligne Yodo G32

### Quai
- Cette gare dispose d'un quai et de deux voies.

| N° de voie    | Ligne  | Direction    |
| ------------- | ------ | ------------ |
| Côté village  | ▆ Yodo | Kita-Uwajima |
| Côté montagne | ▆ Yodo | Wakai        |